# Старий Олесець
Старий Олесець (пол. Stary Olesiec) — село в Польщі, у гміні Хоч Плешевського повіту Великопольського воєводства.
Населення — 424 особи (2011).
У 1975-1998 роках село належало до Каліського воєводства.

## Демографія
Демографічна структура станом на 31 березня 2011 року:
|          | Загалом | Допрацездатний вік | Працездатний вік | Постпрацездатний вік |
| -------- | ------- | ------------------ | ---------------- | -------------------- |
| Чоловіки | 215     | 47                 | 149              | 19                   |
| Жінки    | 209     | 48                 | 117              | 44                   |
| Разом    | 424     | 95                 | 266              | 63                   |